# 科伦-萨利斯
科伦-萨利斯是德国萨克森州的一个市镇。总面积36.72平方公里，总人口2789人，其中男性1417人，女性1372人（2011年12月31日），人口密度76人/平方公里。